# Nornik borealny
Nornik borealny – gatunek ssaka z rodziny chomikowatych występujący w północnoamerykańskiej tajdze od Zatoki Hudsona po Alaskę.

## Wygląd
Jeden z największych przedstawicieli karczowników – długość ciała 18,5–22,5 cm, masa 140–160 g. Futro w kolorze od sepii do ciemnobrunatnego, na grzbiecie czarne. Ogon czarny na górze, szary pod spodem, mierzy 4,5–5,3 cm. Na uszach i przy wibrysach rdzawożółte plamy.

## Tryb życia
Żyją w norach wykopanych ok. 30 cm pod powierzchnią gruntu. Zimą żyją w grupkach liczących 5–10 osobników. Podczas sezonu godowego bronią swego terytorium. Żywią się trawą, kłączami i jagodami. Jesienią gromadzą zapasy na zimę, głównie kłącza skrzypów.

## Rozmnażanie
Poligamiczne. Rozmnażają się od maja do września, mogą w tym czasie mieć dwa mioty. Jeden miot liczy 6–13 młodych. Zwierzęta żyją 16–18 miesięcy.